# Jun Okano
Jun Okano (japanisch 岡野 洵 Okano Jun; * 9. Dezember 1997 in der Präfektur Chiba) ist ein japanischer Fußballspieler.

## Karriere
Okano erlernte das Fußballspielen in der Jugendmannschaft von JEF United Chiba. wo er 2016 auch seinen ersten Vertrag unterschrieb. Der Verein spielte in der zweithöchsten Liga des Landes, der J2 League. Für den Verein absolvierte er 22 Ligaspiele. Im Juli 2018 wurde er an den Zweitligisten Ōita Trinita ausgeliehen. 2018 wurde er mit dem Verein Vizemeister der zweiten Liga und stieg in die erste Liga auf. Für den Verein absolvierte er 10 Ligaspiele. 2020 kehrte er zu JEF United Chiba zurück. Nach insgesamt 58 Zweitligaspielen für JEF wechselte er im Januar 2022 nach Machida zum Ligakonkurrenten FC Machida Zelvia. Für Machida bestritt er 20 Zweitligaspiele. Im Januar 2023 unterschrieb er einen Vertrag beim ebenfalls in der zweiten Liga spielenden V-Varen Nagasaki.